# Czartak (czasopismo)
„Czartak” – polskie czasopismo-almanach wydawane nieregularnie w latach 1922–1928, związane z grupą artystyczną Czartak.
Ukazały się 3 numery pisma: w Wadowicach (1922), Warszawie (1925) i Krakowie (1928). Pierwszy zeszyt nosił podtytuł „Miesięcznik literacko-artystyczny”, zaś dwa kolejne „Zbór poetów w Beskidzie”. Pismo charakteryzowało się dopracowaną szatą graficzną.
Utwory drukowane w czasopiśmie realizowały program ideowo-artystyczny grupy Czartak: odwoływanie się do kultury ludowej, zwłaszcza Beskidów, gloryfikacja wsi i krytyka cywilizacji miejskiej, bliskość z naturą. Wstęp programowy do pierwszego numeru napisał Jan Nepomucen Miller, który jednak nie współpracował przy kolejnych numerach.
W piśmie publikowali: Józef Birkenmajer, Janina Brzostowska, Jan Hrynkowski, Jerzy Hulewicz, Zofia Kossak-Szczucka, Edward Kozikowski, Bolesław Leśmian, Stanisław Miłaszewski, Tadeusz Szantroch, Jan Wiktor, Stanisław Ignacy Witkiewicz, Emil Zegadłowicz. Autorami grafik byli m.in. Jan Hrynkowski, Julian Fałat, Zdzisław Gedliczka, Ludwik Misky, Zbigniew Pronaszko, Wojciech Weiss.